# Lacul Siljan
Lacul Siljan, în Dalarna din centrul Suediei, este al șaselea lac ca mărime din Suedia. Zona cumulativă a Siljan și lacurile adiacente, mai mici, și Insjön Orsasjön este de 354 km². Siljan atinge o adâncime maximă de 120 m, iar suprafața sa este situată la 161 m deasupra nivelului mării. Cel mai mare oraș delimitat de malul său este Mora.

## Craterul de impact
Lacul este situat în jurul de sud-vest al perimetrului Siljansringen (Inelul Siljan), o formațiune geologică circulară care a fost formată cu 377 milioane de ani în urmă, în Devonian de către un impact meteoritic major. Craterul original, acum în cea mai mare parte erodat, este estimat că ar fi fost de aproximativ 52 km în diametru și este cel mai mare crater de impact cunoscut în Europa (excluzând Rusia). Rocile sedimentare deformate din Cambrian, Ordovician și Silurian sunt bogate în fosile.
Unii oameni bănuiesc că ar putea exista petrol în zonă, dar forajele nu au arătat nimic concludent până în prezent. Există depozite mari de plumb și zinc în zona Boda.

## Galerie de imagini

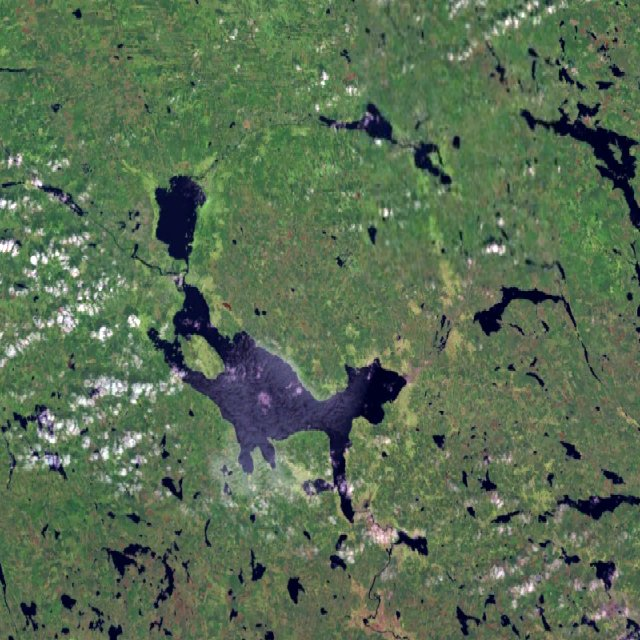
Imagine din satelit
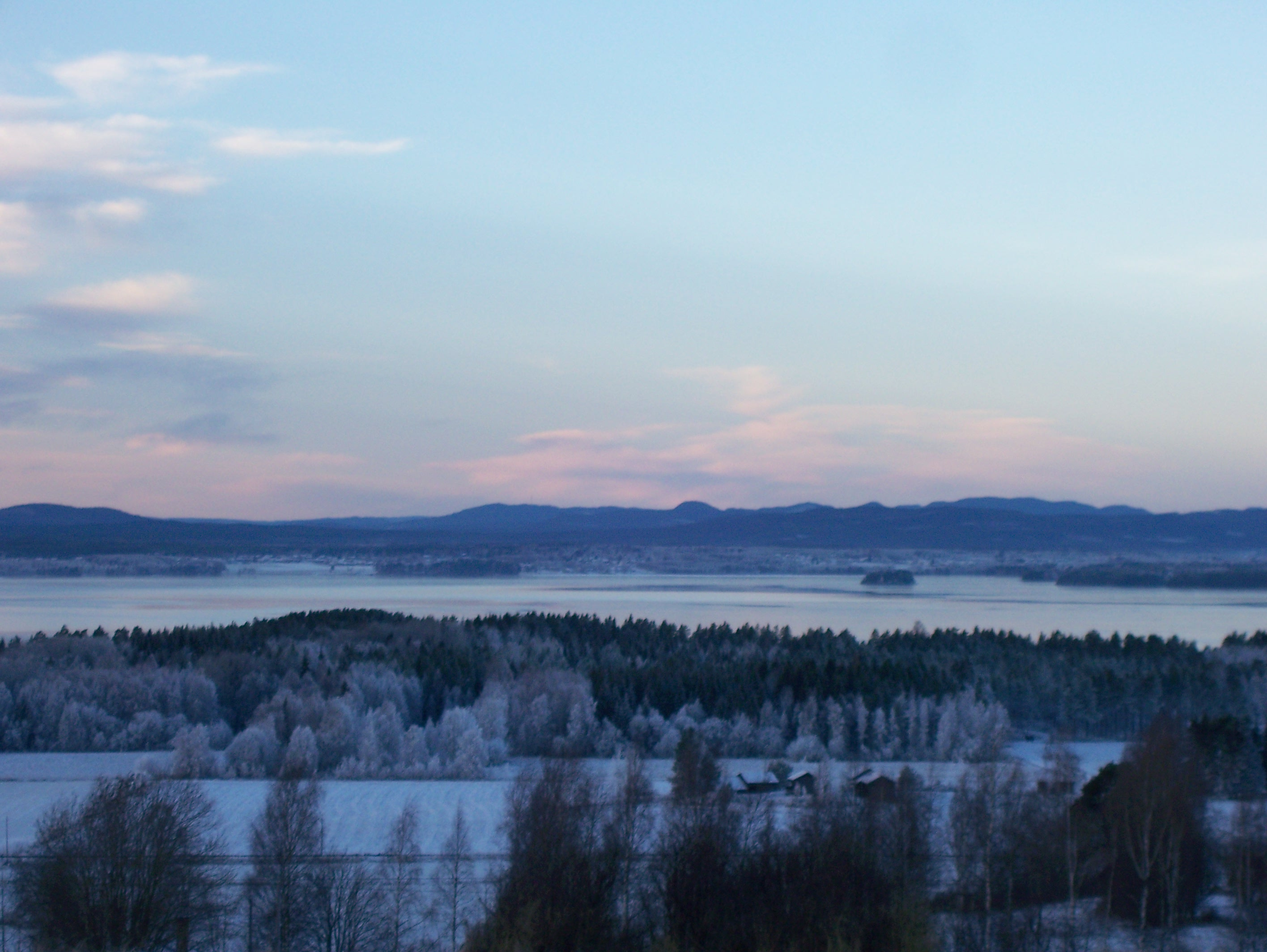
Vedere Siljan